# Resolució 20 del Consell de Seguretat de les Nacions Unides
La Resolució 20 del Consell de Seguretat de les Nacions Unides, aprovada per unanimitat el 10 de març de 1947, va examinar el primer informe de la Comissió d'Energia Atòmica de les Nacions Unides, i va instar-la per continuar la seva recerca sobre el control internacional de l'energia atòmica i li va demanar que presentés un segon informe abans del proper període de sessions de l'Assemblea General.